# Caranx latus
Caranx latus är en fiskart som beskrevs av Agassiz, 1831. Caranx latus ingår i släktet Caranx och familjen taggmakrillfiskar. Inga underarter finns listade.